# Brasil na Copa Davis de 2000
Na Copa Davis de 2000, o Brasil chegou às semifinais, repetindo o desempenho de 1992 e melhor campanha na competição até então.
A equipe foi formada por Gustavo Kuerten (5º do ranking mundial), Fernando Meligeni (26º), Jaime Oncins, Francisco Costa e André Sá.
O Brasil tentou, em vão, ser cabeça de chave por conta do rankeamento dos dois principais jogadores do país. Assim, ficaria em quinto, frente a Austrália e Rússia.

## Resultados
| Fase             | Nível         | Mandante  | Visitante  | Resultado geral |
| ---------------- | ------------- | --------- | ---------- | --------------- |
| Primeira fase    | Grupo Mundial | Brasil    | França     | 4–1             |
| Quartas de final | Grupo Mundial | Brasil    | Eslováquia | 3–2             |
| Semifinais       | Grupo Mundial | Austrália | Brasil     | 5–0             |

### Primeira fase
Datas: 4 a 6 de fevereiro
| Cidade        | Piso   | Dia | Vencedor                     | Perdedor                      | Resultado               |
| ------------- | ------ | --- | ---------------------------- | ----------------------------- | ----------------------- |
| Florianópolis | saibro | 1   | Fernando Meligeni            | Cédric Pioline                | 7–5, 5–7, 4–6, 6–1, 6–4 |
| Florianópolis | saibro | 1   | Gustavo Kuerten              | Jérôme Golmard                | 6–3, 3–6, 6–3, 6–2      |
| Florianópolis | saibro | 2   | Gustavo Kuerten Jaime Oncins | Nicolas Escudé Cédric Pioline | 6–4, 6–4, 6–4           |
| Florianópolis | saibro | 3   | Nicolas Escudé               | Gustavo Kuerten               | 6–2, 7–63               |
| Florianópolis | saibro | 3   | Francisco Costa              | Arnaud Clément                | 7–65, 5–7, 6–2          |

### Quartas de final
Datas: 7 a 9 de abril
| Cidade         | Piso   | Dia | Vencedor                     | Perdedor                    | Resultado               |
| -------------- | ------ | --- | ---------------------------- | --------------------------- | ----------------------- |
| Rio de Janeiro | saibro | 1   | Dominik Hrbatý               | Fernando Meligeni           | 6–1, 7–5, 6–2           |
| Rio de Janeiro | saibro | 1   | Gustavo Kuerten              | Karol Kučera                | 2–6, 6–3, 4–6, 7–5, 6–1 |
| Rio de Janeiro | saibro | 2   | Gustavo Kuerten Jaime Oncins | Dominik Hrbatý Karol Kučera | 6–3, 2–6, 6–2, 6–3      |
| Rio de Janeiro | saibro | 3   | Dominik Hrbatý               | Gustavo Kuerten             | 7–5, 6–4, 7–65          |
| Rio de Janeiro | saibro | 3   | Fernando Meligeni            | Karol Kučera                | 5–7, 7–66, 6–2, 6–4     |

### Semifinais
Datas: 14 a 16 de julho
| Cidade   | Piso  | Dia | Vencedor                     | Perdedor                     | Resultado                |
| -------- | ----- | --- | ---------------------------- | ---------------------------- | ------------------------ |
| Brisbane | grama | 1   | Pat Rafter                   | Gustavo Kuerten              | 6–3, 6–2, 6–3            |
| Brisbane | grama | 1   | Lleyton Hewitt               | Fernando Meligeni            | 6–4, 6–2, 6–3            |
| Brisbane | grama | 2   | Sandon Stolle Mark Woodforde | Gustavo Kuerten Jaime Oncins | 36–7, 6–4, 3–6, 6–3, 6–4 |
| Brisbane | grama | 3   | Lleyton Hewitt               | André Sá                     | 6–4, 6–1                 |
| Brisbane | grama | 3   | Pat Rafter                   | Fernando Meligeni            | 6–3, 6–4                 |